# Camí de les Collades
El Camí de les Collades és un camí d'ús agrícola que discorre pel terme municipal de Conca de Dalt (a l'antic terme d'Hortoneda de la Conca), al Pallars Jussà, en territori de l'antic poble del Mas de Vilanova.
Arrenca del Camí de Toís i Travet a Travet, al sud-oest de la Borda de Cotura, des d'on s'adreça a llevant fent nombrosos revolts per tal d'anar salvant el pas de les llaus i torrents que va trobant. En uns 3 quilòmetres de recorregut arriba a Vilanoveta després de travessar Travet, passar a prop de la Cabana de Jaumetó, passar per la partida del Seix i pel nord de l'Obagueta, i deixar Peira al nord-est.
Des de Vilanoveta s'adreçava en direcció sud-est cap a lo Riu de Vilanoveta, on travessava el riu de Carreu i començava a enfilar-se pel vessant oposat de la vall. Aquest tram és en bona part perdut, tot i que practicable a peu. Pel vessant meridional de la vall s'enfila cap al sud-est, per migdia del Planell de les Bruixes, fins que enllaça amb la Pista de Sant Corneli a les Collades de Baix.